# Michael Guerra
Michael Guerra, vollständiger Name Michael Alexander Guerra Pereira, (* 19. Dezember 1995 in Montevideo) ist ein uruguayischer Fußballspieler.

## Karriere
Defensivakteur Guerra spielte im Jugendfußball 2009 in der Septima División und 2010 in der Sexta División für die Rampla Juniors. Anschließend wechselte er zu Sud América. Dort gehörte er 2011 der U-16 an und war 2012 sowohl in der Mannschaft der Quinta División und derjenigen in der Cuarta División aktiv. In der Cuarta spielte er bis 2014. Seit jenem Jahr war er Mitglied des Teams in der Tercera División. 2015 wurde er in die Erste Mannschaft des Erstligisten befördert. Sein Debüt in der Primera División feierte er in der Apertura am 22. August 2015 beim 1:1-Unentschieden im Heimspiel gegen Centro Atlético Fénix, als er von Trainer Jorge Vivaldo in die Startelf beordert wurde. In der Saison 2015/16 bestritt er zwei Erstligabegegnungen (kein Tor).
Außer zwei weiteren Stationen bis 2019 ist nichts mehr über seinen Karriereverlauf bekannt.